# Ja - russkij soldat
Ja - russkij soldat (russisk: Я — русский солдат) er en russisk spillefilm fra 1995 af Andrej Maljukov.

## Medvirkende
- Dmitrij Medvedev som Pluzjnikov
- Milena Tskhovreba-Agranovitj som Mirra
- Aleksej Buldakov
- Albert Arntgolts som Ruvim Svitskij
- Natalja Vysotskaja as Christa